# Oreade
Oreade eller Orestiad (oldgræsk: Ὀρειάς eller Ὀρεάδες / Όρεστιάδες fra ὄρος, "bjerg") er i græsk mytologi en type af nymfer, der levede i dale og blandt bjergene.
De var knyttet til Artemis, idet gudinden foretrak at gå på jagt i bjergrige egne. 